# Dorothy Abbott
Dorothy Abbott (Kansas City, 16 dicembre 1920 – Los Angeles, 15 dicembre 1968) è stata un'attrice statunitense.
È morta suicida il giorno prima del suo quarantottesimo compleanno.

## Carriera
Nata Kansas City Missouri, la Abbott ha recitato nelle produzioni del Little Theater per acquisire esperienza prima di avventurarsi nel cinema. È apparsa in molti film tra il  1940s E   1960s  come comparsa. A  Las Vegas  era una ballerina al  Flamingo Hotel ed era conosciuta come "la ragazza dal braccio d'oro  il braccio d'oro". È apparsa anche in ruoli da guest star in The Ford Television Theatre

## Filmografia parziale

### Cinema
- Ho sposato un demonio (Red, Hot and Blue), regia di John Farrow (1949)
- South Pacific, regia di Joshua Logan (1958)
- Tre contro tutti (Sergeants 3), regia di John Sturges (1962)
- La veglia delle aquile (A Gathering of Eagles), regia di Delbert Mann (1963)

### Televisione
- Dragnet – serie TV, 6 episodi (1953-1954)
- The Adventures of Ozzie and Harriet – serie TV, 25 episodi (1955-1963)